# Liste der Naturdenkmale in Namborn
Die Liste der Naturdenkmale in Namborn nennt die auf dem Gebiet der Gemeinde Namborn im Landkreis St. Wendel im Saarland gelegenen Naturdenkmale.

## Naturdenkmale
| Bild            | Bezeichnung        | Ort                                                   | Beschreibung | Art | Nr.                            |
| --------------- | ------------------ | ----------------------------------------------------- | --- | --- | ------------------------------ |
| Fotos hochladen | Wendalinushöhle    | Namborn Baltersweiler 49° 29′ 54,3″ N, 7° 8′ 57,3″ O) | am zur B 41 parallelen Feldwirtschaftsweg zwischen Baltersweiler und Mauschbach, 0,7 km nördlich des Winkenbacher Hofes |     | ND-013-WND-NAM (ex: D 2.04.01) |
| Fotos hochladen | Linde Furschweiler | Namborn Furschweiler 49° 30′ 57,1″ N, 7° 10′ 35,9″ O) | in der Dorfmitte Furschweiler, an der Hauptstraße                                                                       |     | ND-014-WND-NAM (ex: D 2.04.02) |
| BW              | Felswand Namborn   | Namborn 49° 31′ 22,3″ N, 7° 8′ 39,9″ O)               | in Namborn am Eingang zum Allerbachtal, hinter der ehemaligen Mühle                                                     |     | ND-015-WND-NAM (ex: D 2.04.03) |

## Ehemalige Naturdenkmale
Vor der Neuverordnung durch den Landkreis St. Wendel im Juni 2005 gab es in Namborn noch 4 Naturdenkmale.